# SV Halle
Der Sportverein Halle ist ein Sportverein aus Halle an der Saale. Zur Zeit der Deutschen Demokratischen Republik hieß der Verein Sportclub Chemie Halle. Der Sportverein betreibt dieser Tage Basketball, Boxen, Judo, Leichtathletik, Moderner Fünfkampf, Rehabilitations- und Behindertensport, Rhythmische Sportgymnastik, Ringen, Rudern, Schwimmen, Triathlon, Turnen, Volleyball, Wasserball und Wasserspringen.
Der Verein stellte viele Olympiasieger und Weltmeister wie die vierfache Goldmedaillengewinnerin von 1976 Kornelia Ender und den dreifachen Ruderweltmeister der Jahrtausendwende Andreas Hajek. Die Basketballmannschaft gewann zu DDR-Zeiten fünf nationale Meisterschaften der Frauen und zwei der Herren. Die heutige Frauenmannschaft spielt unter dem Namen Halle Lions in der Bundesliga.

## Geschichte

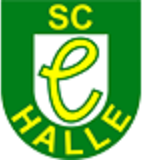
Logo des SC Chemie Halle

Vereinslogo bis ca. 2008

Der Verein wurde am 30. Juni 1958 als Sportclub Chemie Halle gegründet. Er ging aus dem Zusammenschluss der Vereine SC Wissenschaft Halle und SC Chemie Halle-Leuna (siehe auch Turbine Halle) hervor. Von seiner Gründung bis 1989 stand ausschließlich der Leistungssportgedanke im Vordergrund. Zahlreiche talentierte Sportler der DDR wurden zu Leistungsstützpunkten wie Berlin, Leipzig, Dresden delegiert – so auch zum SC Chemie Halle. Bereits in den ersten elf Jahren gewannen Sportler des SC Chemie Halle bei Olympischen Spielen, Welt- und Europameisterschaften 1 Gold-, 6 Silber- und 15 Bronzemedaillen. Zwischen 1969 und 1989 ging die Entwicklung steil aufwärts. Das Ergebnis waren 56 Gold-, 55 Silber- und 53 Bronzemedaillen bei Olympia, WM und EM.
1966 wurde die erfolgreiche Sektion Fußball (1962 FDGB-Pokalsieger) ausgegliedert und existierte als eigenständiger Fußballclub unter dem Namen HFC Chemie weiter. 1969 wurden mehrere Sparten aus dem SCC in BSGs (zum Beispiel in die SG HPW 69 Halle, später SG KPV 69 Halle) ausgegliedert.
Die gesellschaftlichen Veränderungen in der DDR im Spätherbst 1989 gingen auch am SC Chemie Halle nicht spurlos vorüber. Mit der Gründung des Sportverein Halle am 20. Juli 1990 entwickelte sich aus einem leistungssportlich orientierten Verein mit rund 700 Sportlern und über 200 hauptamtlichen Trainern und Funktionären ein ehrenamtlich geführter Großverein mit 4000 Mitgliedern. Die Umstrukturierung wirkte sich nicht negativ auf die Erfolge aus. Von 1990 bis 2004 wurden bei Olympia, WM und EM 27 Gold-, 13 Silber- und 20 Bronzemedaillen erkämpft.

## Erfolge

### Olympiasieger
- Kornelia Ender: 1976 im Schwimmen (100 und 200 m Freistil, 100 m Schmetterling, 4 × 100 m Lagenstaffel)
- Rüdiger Reiche: 1976 im Rudern (Doppelvierer)
- Waldemar Cierpinski: 1976 und 1980 im Marathonlauf
- Uwe Heppner: 1980 im Rudern (Doppelvierer)
- Martina Jäschke: 1980 im Wasserspringen (Turmspringen)
- Falk Hoffmann: 1980 im Wasserspringen (Turmspringen)
- Roland Schröder: 1988 im Rudern (Vierer o. Steuermann)
- Thomas Lange: 1988 und 1992 im Rudern (Einer)
- Silke Renk: 1992 in der Leichtathletik (Speerwurf)
- Andreas Hajek: 1992 und 1996 im Rudern (Doppelvierer)
- Jana Thieme: 2000 im Rudern (Doppelzweier)
- Julia Lier: 2016 im Rudern (Vierer)
- Thorsten Margis: 2018 und 2022 im Bobsport (Zweier und Vierer)
- Alexander Schüller: 2022 im Bobsport (Vierer)

### Weltmeister
- Andreas Hajek: 1998 und 1999 im Rudern (Doppelzweier); 2001 (Doppelvierer)
- Jana Thieme: 1998 im Rudern (Doppelvierer); 1999 im Rudern (Doppelzweier)
- Christian Schreiber: 2001 im Rudern (Doppelvierer)
- Florian Eichner: 2006 im Rudern (Vierer m. Stm.)
- Philipp Naruhn: 2006 im Rudern (Vierer m. Stm.)
- Paul Biedermann: 2009 im Schwimmen (200 und 400 Freistil)
- Thorsten Margis: 2016 und 2017 im Bobsport (Zweier), 2017 im Bobsport (Vierer)

im Junioren-Bereich
- Christian Schreiber und Marco Spielau: 1998 im Rudern (Doppelvierer)
- Matthias Weiss: 2002 im Rudern (Doppelzweier U23)
- Thomas Springer: 2002 im Triathlon (Mannschaft)
- Philipp Naruhn: 2003 im Rudern (Vierer m. Stm.)
- Christian Reppe: 2004 im Bobsport (Zweier)
- Frank Hoffmann: 2004 über 100 m, 200 m, 400 m (Behinderten-WM)

im Senioren-Bereich
- Roland Opitz: 2006 im Modernen Fünfkampf (Mannschaftswertung)

### Europameister
- Petra Vogt: 1969 100 m, 200 m und mit 4 × 100-m-Staffel
- Bärbel Podeswa 1969 mit 4 × 100-m-Staffel
- Siegfried Mehnert: 1985 und 1989 im Boxen
- Uta Rohländer: 1998 mit 4 × 400-m-Staffel
- Matthias Fischer: 1998 mit 4 × 400-m-Staffel (Gehörlose), 2002 über 200 m (Gehörlose)
- Andreas Wels: 2000, 2006 im Wasserspringen (Synchron 3 m), 2004 (Kunstspringen 3 m)
- Sandra Germain: 2004 im Bobsport (2er)
- Yvonne Cernota: 2004 im Bobsport (2er)
- Cathleen Martini: 2004 im Bobsport (2er)
- Thorsten Margis: 2017 im Bobsport (2er)

im Juniorenbereich
- Falk Cierpinski: 1998 im Duathlon (Einzel- und Mannschaftswertung)
- Katja Wollschläger: 1999 mit 4 × 100-m-Staffel
- Katja Dieckow: 2001 im Wasserspringen (Kunst 1 m)
- Claudia Malzahn: 2001 im Judo (63 kg)
- Paul Biedermann: 2004 im Schwimmen(200 m, 400 m, 1500 m Freistil)
- Daniela Schreiber: 2004 im Schwimmen(4 × 100 m Freistil), 2006 (100 m Freistil, 50 m Freistil)
- Luise Malzahn: 2006 im Judo (+70 kg)

im Seniorenbereich
- Günter Gottlieb: 2001 im Radsport (Straße Einzel)
- Ronald Major: 2002 im Weitsprung, 2003 im Weitsprung (Halle)
- Thomas Dockhorn: 2005 im Schwimmen (100 m, 200 m Rücken)
- Sybille Ermisch: 2005 im Schwimmen (50 m Rücken)
- Irina Grathenauer: 2005 im Triathlon (Quadrathlon)
- Helma Teuscher: 2006 in der Leichtathletik (Kugel Halle)

### DDR-Meister und -Pokalsieger (bis 1990) bzw. Deutsche Meister (ab 1991)

#### Aerobic
- Janka Daubner: 1998 bis 2000, 2003, 2004 (Einzel); 1998 (Mixed); 1999, 2003 (Trio)
- Christian Harvey: 1998 (Mixed)
- Sandra Schlüter: 1998, 1999 (Trio); 2000 (Mixed); 2001 (Einzel)
- Sebastian Fiedler: 2000 (Mixed); 2001 (6er-Team)
- Katja Graf: 2001, 2003, 2004 (Trio)
- Kirsten Schmidt: 2001, 2003, 2004 (Trio)
- Adina Martin: 2001 (Trio)
- Laszlo Köteles: 2002, 2003 (Paar); 2004 (Einzel)
- Hajnalka Birkas: 2002, 2003 (Paar)
- Astrid Schumann: 2004 (Trio)

Mannschaft
- 1998, 2003

#### Basketball
Siehe auch SV Halle Lions

1963, 1964 bei den Herren; 1960, 1961, 1964, 1968, 1969 bei den Damen

#### Bowling
- Gerhard Laschke: 1959, 1961, 1962, 1966
- Lothar Jakob: 1960
- Gertraude Willmann: 1966

1959 bis 1962 und 1964 bis 1966 Mannschaftsmeister der Herren; 1965 bei den Damen mit der Mannschaft.

#### Boxen
- Günter Grabbe: 1969, 1973
- Rolf Caroli: 1959, 1960
- Helmut Heyse: 1962
- L. Hillmann: 1963
- Ralf Hunger: 1981, 1982
- Siegfried Mehnert: 1982, 1983, 1986, 1988
- Hans-Joachim Brauske: 1969, 1970
- Ottomar Sachse: 1971, 1972, 1973, 1975, 1976, 1977
- Detlef Marx: 1978
- Detlef Friese: 1983
- René Suetovius: 1984, 1985, 1986, 1987, 1989
- Peter Philipp: 1984
- Steffen Kretschmann: 2001, 2002
- Tino Groß: 2003, 2004

#### Fußball
Am 26. Januar 1966 als Fußballclub Hallescher FC Chemie im DDR-Fußballsport aus dem SC Chemie Halle ausgegründet.
1962 Pokalsieger

#### Judo
- Claudia Malzahn: 2001, 2003, 2004
- Heide Wollert: 2003, 2004
- Michael Möbius: 2003

#### Kegeln (Asphalt)
- Hannelore Cebulla: 1960, 1964
- Sigrid Ronniger: 1963, 1966 bei den Damen
- Astrid Schmidt: 1965
- Horst Bräutigam: 1961

1964 bis 1966 mit der Damen-Mannschaft; bei den Herren 1961 im Paarkampf.

#### Leichtathletik
Bei den Herren
- Detlev Riede: 1958 (100 m)
- Dietmar Falgowski: 1963 (100 m)
- Rainer Fähse: 1967 (800 m)
- Jörg Pfeifer: 1971 (200 m)
- Bernd Borth: 1972 (100 m)
- Eugen Ray: 1977, 1978, 1980 (100 m); 1976, 1978 (100 Yards Halle); 1978 (50 m Halle)
- Bernhard Hoff: 1977, 1979, 1980 (200 m)
- Mathias Schersing: 1986 (400 m); 1986, 1987 (400 m Halle)
- Hans-Joachim Mogalle: 1986 (800 m); 1981, 1982, 1987 (800 m Halle)
- Karl-Heinz Kruse: 1963 (1500 m)
- Manfred Kuschmann: 1974, 1975 (5000 m); 1974 (10.000 m); 1977 (3000 m Halle); 1977 (5000 m Halle); 1971 (Cross)
- Waldemar Cierpinski: 1979, 1980 (10.000 m); 1972 (3000 m Hindernis); 1978, 1982 (Marathonlauf)
- Werner Schildhauer: 1981, 1982, 1983, 1985 (10.000 m); 1982, 1985 (5000 m); 1987 (5000 m Halle); 1978, 1981, 1983, 1984 (Cross)
- Bernd Arnhold: 1974 (Marathonlauf)
- Matthias Böckler: 1981 (Marathonlauf)
- Manfred Frühauf: 1973 (Stabhochsprung)
- Wolfgang Reinhardt: 1974, 1978 (Stabhochsprung); 1974, 1976, 1977 (Stabhochsprung Halle)
- Frank Wartenberg: 1976 (Weitsprung)
- Lothar Milde: 1961, 1962, 1963, 1968, 1969, 1971 (Diskuswurf)
- Gunnar Müller: 1974 (Diskuswurf)
- Walter Meier: 1958 (Zehnkampf)
- Wolfgang Utech: 1959, 1960, 1961, 1963, 1964 (Zehnkampf)
- Horst Mempel: 1965 (Zehnkampf)
- Stefan Schreyer: 1972 (Zehnkampf)
- Wolfgang Hanisch: 1976, 1977, 1978 (Speerwurf)
- René Günther: 1989 (Zehnkampf)
- Steffen Lassler: 1988, 1989 (200 m Halle)
- Steffen Görmer: 1989 (60 m Halle); 1989 (100 m Halle)
- Erich Müller: 1974 (800 m Halle)
- Sven Wille: 1985 (3000 m Halle)
- Dieter Lindner: 1967 (Hallengehen)
- Siegfried Zschiegner: 1974 (Hallengehen)
- Ronald Wiese: 1978 (Mehrkampf)
- Siegfried Herrmann: 1958, 1959, 1960 (Cross)

Bei den Damen
- Hannelore Raepke: 1961, 1962, 1963 (100 m); 1961, 1962, 1963, 1964 (200 m); 1964 (400 m Halle)
- Petra Kandarr(-Vogt): 1969 (100 m), 1969 (200 m)
- Petra Schersing(-Müller): 1986, 1987, 1988 (400 m); 1986, 1988 (400 m Halle)
- Ursula Donath: 1959, 1960 (800 m); 1960 (Cross)
- Ilse Schönemann: 1961 (800 m)
- Waltraud Kaufmann: 1962, 1963, 1964, 1966 (800 m); 1967 (1500 m); 1964, 1965, 1967 (800 m Halle); 1967 (Cross)
- Christiane Wartenberg: 1979, 1980, 1983 (1500 m); 1980, 1984, 1985 (1500 m Halle)
- Ines Bibernell: 1985, 1986 (3000 m); 1985, 1986 (10.000 m); 1985, 1986, 1987 (3000 m Halle); 1986 (1500 m Halle)
- Renate Feige: 1959, 1961 (Hochsprung)
- Marita Lange: 1970, 1973 (Kugelstoßen); 1973 (Kugelstoßen Halle)
- Anita Hentschel: 1965, 1966 (Diskuswurf)
- Anna Mickler: 1970 (Diskuswurf)
- Ilke Wyludda: 1989, 1990 (Diskuswurf)
- Maritta Politz: 1972 (800 m)
- Katrin Wühn: 1987 (1500 m)
- Heidemarie Wycisk: 1977, 1978 (Weitsprung)
- Helma Knorscheidt 1983 (Kugelstoßen)
- Annemarie Hübner: 1963, 1964 (Cross)
- Sylvia Kühnemund: 1998 (1500 m Halle)
- Uta Rohländer: 1998 (400 m)
- Kristina da Fonseca-Wollheim: 1998, 1999 (1500 m); 1998 (5000 m)
- Henny Gastel: 2002 (Dreisprung Halle); 2002 (Dreisprung)
- Ulrike Sischka: 2007 (5000 m Bahngehen)

Mannschaft
- 1960, 1961, 1963 im Cross der Herren

#### Rhythmische Sportgymnastik
- Susanne Ebert: 1974, 1978
- Gislinde Barnbeck: 1976

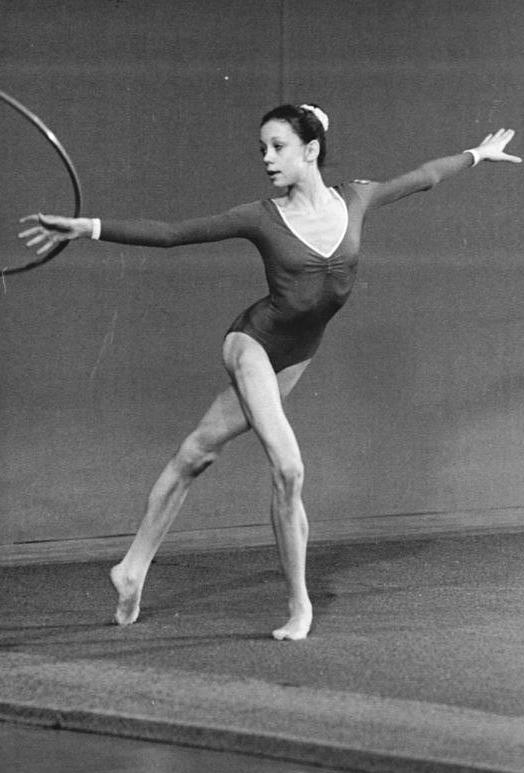
Bianca Dittrich bei den DDR-Meisterschaften 1982 in Eisenhüttenstadt

- Bianca Dittrich: 1981, 1982, 1983, 1986
- Petra Loucky: 1981
- Ines Nausedat: 1984
- Silke Neumann: 1990

#### Ringen
- Lothar Fischer: 1958, 1960
- Klaus Kropka: 1961
- Dieter Rauchbach: 1958, 1959, 1960, 1961, 1962
- Frank Ermlich: 1983, 1988
- Fred Kämmerer: 1958, 1959, 1961, 1962, 1963
- Jürgen Kalkowski: 1963, 1966, 1967, 1968
- Bernd Holzapfel: 1970
- Bernd Bobrich: 1972, 1976, 1977, 1979, 1983, 1985
- Olaf Tölle: 1982, 1986, 1987
- Scheide: 1988
- Rolf Rook: 1958, 1959
- Lothar Lippa: 1958, 1960
- Werner Rosowski: 1959
- Martin Heinze: 1960, 1961, 1965, 1966, 1967, 1968
- Günther Bauch: 1961, 1963, 1965, 1966, 1967, 1969
- Eberhard Probst: 1975, 1976, 1977, 1978, 1979, 1980, 1983, 1984, 1985
- Peter Syring: 1979, 1980, 1981, 1984
- Bernd Radschunat: 1980
- Hans Gstöttner: 1988
- Michael Rentsch: 1981
- Sven Thiele: 2000–2004
- 1958, 1959, 1966, 1967 mit der Mannschaft

#### Rudern
Siehe auch: HRV Böllberg/Nelson
- Rüdiger Reiche: 1977 (Doppelzweier); 1978, 1979 (Einer)
- Uwe Heppner: 1979, 1983, 1985, 1986, 1988 (Doppelzweier)
- Thomas Lange: 1983, 1985, 1986, 1987, 1990 (Doppelzweier); 1987, 1988, 1989 (Einer)
- Andreas Hajek: 1987, 2003 (Doppelzweier); 1986 (Einer)
- Stefan Ullrich: 1990 (Doppelzweier)
- Ulf Sauerbrey: 1982, 1983 (Zweier ohne)
- Carl Ertel: 1982, 1983, 1987 (Zweier ohne), 1987 (Zweier mit)
- Jürgen Pfeiffer: 1978 (Zweier mit)
- Gert Uebeler: 1978 (Zweier mit)
- Olaf Beyer: 1978 (Zweier mit)
- Wolfgang Hönig: 1974 (Einer)
- Christian Schreiber: 2003 (Doppelzweier)

und weitere Titel in Rudergemeinschaften (ab Vierer)

#### Schach
- Günther Möhring: 1963
- Waltraud Schameitat: 1958, 1961, 1962, 1963

In den Jahren 1959 bis 1964 wurde der damalige SC Chemie Halle DDR-Mannschaftsmeister der Damen.

#### Schwimmen
- Klaus Dockhorn: 1974 (400 m Freistil); 1974 (1500 m Freistil)
- Steffen Ließ: 1984 (400 m Freistil)
- Karsten Drobny: 1984, 1985 (100 m Schmetterling); 1984, 1985 (200 m Schmetterling); 1983 (200 m Lagen)
- Steffen Jahns: 1983 (200 m Schmetterling)
- Thomas Körber: 1985, 1986 (200 m Schmetterling)
- Tino Weber: 1989, 1990 (100 m Rücken); 1989 (200 m Rücken)
- Kornelia Ender: 1973, 1974, 1975, 1976 (100 m Schmetterling); 1972, 1973 (200 m Lagen); 1973 (400 m Lagen); 1972, 1973, 1974, 1975 (100 m Freistil); 1975, 1976 (200 m Freistil); 1974, 1975 (400 m Freistil); 1976 (100 m Rücken)
- Cornelia Polit: 1983 (200 m Schmetterling); 1981 (200 m Rücken); 1981 (100 m Rücken)
- Dagmar Hase: 1988, 1990 (200 m Rücken)
- Carmela Schmidt: 1979, 1981, 1982 (400 m Freistil); 1981 (800 m Freistil)
- Richter: 1986 (400 m Freistil)
- Jutta Olbrisch: 1958 (100 m Freistil)
- Karin Beyer: 1958 (200 m Brust)

#### Tennis
Bei den Herren:
- Konrad Zanger: 1961 (Doppel); 1963 (Doppel Halle)
- Luttropp: 1965 (Doppel); 1964 (Doppel Halle)

Bei den Damen:
- Eva Johannes: 1958 bis 1964 (Einzel); 1959 bis 1965 (Doppel); 1959 bis 1961, 1963 bis 1965 (Gemischtes Doppel)
- Lindner: 1961, 1962 (Doppel)
- Hella Vahley: 1963, 1964 (Doppel); 1962 (Gemischtes Doppel)
- Hella Riede: 1965, 1966 (Einzel); 1965, 1966 (Doppel); 1966 (Gemischtes Doppel)

1958, 1960 bis 1962 mit der Mannschaft

#### Triathlon
- Ronny Dietz: 2002, 2003 (Cross)
- Josef Jetschke: 2002 (Einzel Studenten); 2003 (Duathlon)
- Thomas Springer: 2009

#### Turnen
- Rainer Hanschke: 1975 (Ringe)

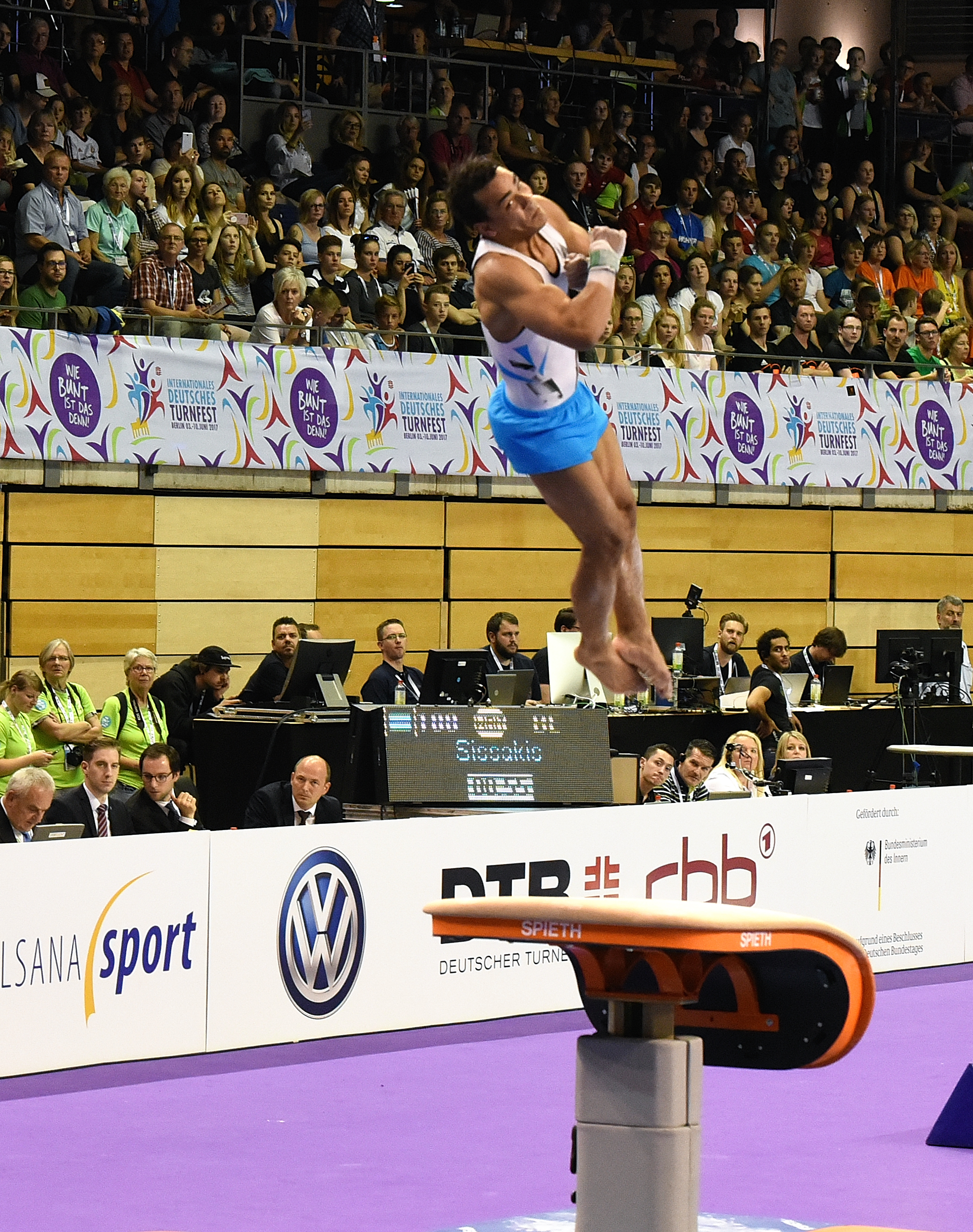
Matthias Fahrig am Sprung bei den Deutschen Meisterschaften im Rahmen des Deutschen Turnfestes 2017.

- Lutz Mack: 1977, 1978, 1979 (Ringe); 1971, 1972, 1973, 1974, 1976 (Pferdsprung); 1976 (Barren)
- Hubert Brylok: 1982 (Ringe)
- Jens Milbradt: 1989 (Seitpferd)
- Friedhard Beck: 1976 (Reck)
- Ralph Bärtel: 1978 (Pferdsprung)
- Uwe Kopp: 1981 (Pferdsprung)
- Christian Berczes: 1998 (Barren)
- Rene Tschernitschek: 2000 (Boden); 2000 (Pferd); 2001 (Sprung)
- Matthias Fahrig: 2004 (Sprung)
- Richarda Schmeißer: 1974, 1975 (Stufenbarren); 1975 (Mehrkampf)
- Gitta Escher: 1975 (Pferdsprung); 1975, 1976 (Boden); 1976 (Mehrkampf); 1976 (Schwebebalken)
- Carola Dombeck: 1976 (Pferdsprung)
- Denise Lauder: 1988 (Mehrkampf, Pferdsprung, Balken, Mannschaft – AK 12)
- Sina Truhn: 1998 (Kunstturnen – AK 13)

#### Volleyball
Bei den Frauen:
- FDGB-Pokalsieger: 1959 und 1962

#### Wasserspringen

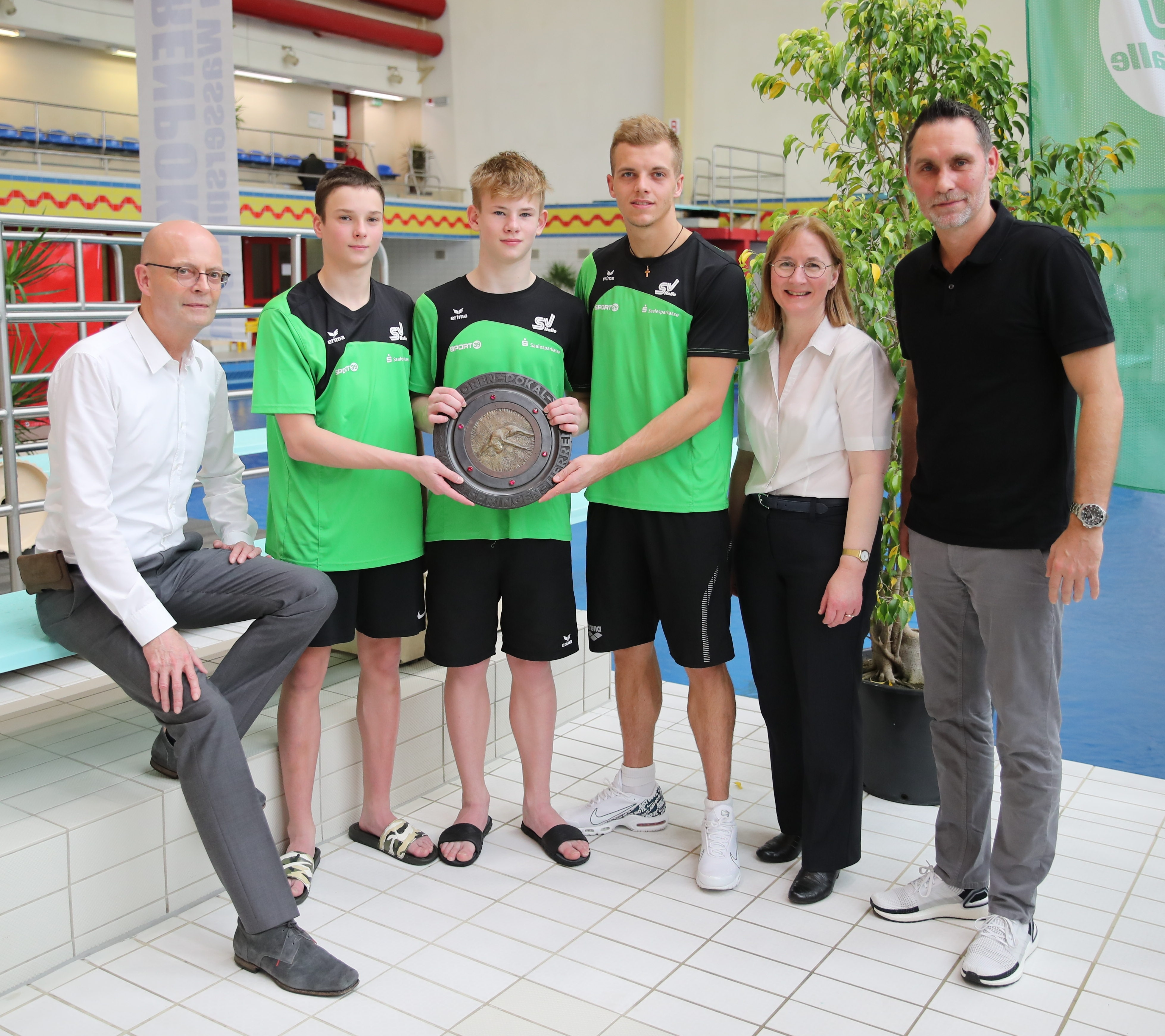
Andreas Wels mit Wasserspringern des SV Halle und dem Hallenser Oberbürgermeister Bernd Wiegand beim 47. Hallorenpokal 2017

- Rolf Sperling: 1958 bis 1965 (Turm)
- Falk Hoffmann: 1969 bis 1964, 1966, 1976 bis 1982 (Kunst); 1971 bis 1974, 1977 bis 1980 (Turm); 1969 bis 1973, 1975, 1976, 1978 bis 1980, 1982 (Kunst 3 m Halle); 1970 (Kunst 1 m Halle); 1976, 1978, 1980 (Turm Halle)
- Steffen Haage: 1985, 1986, 1988 (Turm); 1986 bis 1988 (Turm Halle)
- Andreas Wels: 1998 (Kunst 1 m); 1998, 2000, 2001, 2003, 2004 (Kunst 3 m); 2000–2004 (Synchron 3 m); 2001, 2004 (Kunst 3 m Halle); 2001, 2002, 2004 (Synchron 3 m Halle)
- Benjamin Langer: 1998 (Kunst 1 m); 1998 (Kunst 3 m); 1998 (Kunst Kombination); 1998 (Synchron 3 m)
- Attila Kantor: 1998 (Synchron 3 m)
- Martina Jäschke: 1981 (Turm)
- Katrin Bensing: 1986 (Kunst); 1985 (Kunst 3 m Halle)
- Ute Wetzig: 1989 (Turm)
- Monika Delitzsch: 1968 (Turm Halle)
- D. Bey: 1969 (Kunst 3 m Halle)
- Sandra Kloß: 1998 (Kunst 3 m)
- Katja Dieckow: 2004 (Kunst 1 m Halle)

Der SV Halle richtet den Hallorenpokal im Wasserspringen aus, Veranstalter ist Andreas Wels.